# Villacarriedo

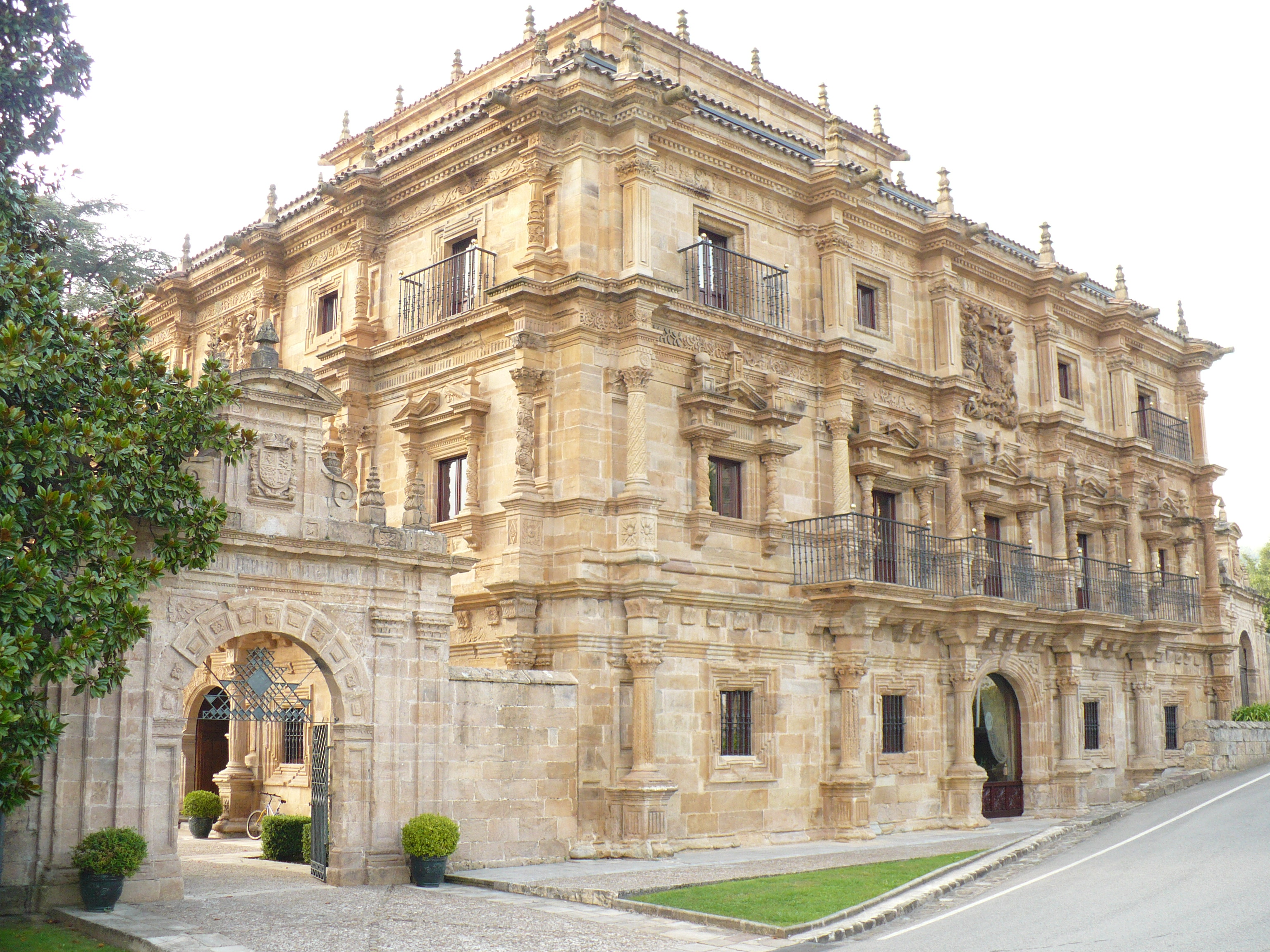

Villacarriedo is een gemeente in de Spaanse provincie Cantabrië in de regio Cantabrië met een oppervlakte van 51 km². Villacarriedo telt 1.636 inwoners (1 januari 2016).

## Demografische ontwikkeling
Bron: INE; 1857-2011: volkstellingen